# (9951) Tyrannosaure
Ne doit pas être confondu avec Tyrannosaure.
(9951) Tyrannosaure, désignation internationale (9951) Tyrannosaurus, est un astéroïde de la ceinture principale.

## Description
(9951) Tyrannosaure est un astéroïde de la ceinture principale. Il fut découvert par Eric Walter Elst le 15 novembre 1990 à l'observatoire de La Silla. Il présente une orbite caractérisée par un demi-grand axe de 2,426 UA, une excentricité de 0,122 et une inclinaison de 7,4° par rapport à l'écliptique.
Il fut nommé en hommage au tyrannosaure, un dinosaure disparu il y a 65 millions d'années.

## Compléments